# 1 000 kilomètres de Buenos Aires 1972
Navigation
Édition précédente
Les 1 000 kilomètres de Buenos Aires 1972, disputées le 10 janvier 1972 sur l'Autódromo Juan y Oscar Gálvez, sont la neuvième et dernière édition de cette épreuve et la première manche du championnat du monde des voitures de sport 1972.

## Course

### Classement de la course
Classement à l'issue de la course (vainqueurs de catégorie en gras) :
| Pos.   | Catégorie | N° | Écurie                       | Pilotes                                           | Châssis/Moteur                 | Tours |
| ------ | --------- | -- | ---------------------------- | ------------------------------------------------- | ------------------------------ | ----- |
| 1      | S3.0      | 30 | SpA Ferrari SEFAC            | Ronnie Peterson Tim Schenken                      | Ferrari 312PB                  | 168   |
| 1      | S3.0      | 30 | SpA Ferrari SEFAC            | Ronnie Peterson Tim Schenken                      | Ferrari 3.0 Flat-12            | 168   |
| 2      | S3.0      | 32 | SpA Ferrari SEFAC            | Clay Regazzoni Brian Redman                       | Ferrari 312PB                  | 168   |
| 2      | S3.0      | 32 | SpA Ferrari SEFAC            | Clay Regazzoni Brian Redman                       | Ferrari 3.0L Flat-12           | 168   |
| 3      | S3.0      | 10 | Giovanni Alberti             | Carlo Facetti Giovanni Alberti Andrea de Adamich  | Alfa Romeo T33/3               | 162   |
| 3      | S3.0      | 10 | Giovanni Alberti             | Carlo Facetti Giovanni Alberti Andrea de Adamich  | Alfa Romeo 3.0L V8             | 162   |
| 4      | S3.0      | 2  | Autodelta SpA                | Vic Elford Helmut Marko                           | Alfa Romeo 33TT3               | 160   |
| 4      | S3.0      | 2  | Autodelta SpA                | Vic Elford Helmut Marko                           | Alfa Romeo 3.0L V8             | 160   |
| 5      | S2.0      | 36 | Chevron Racing Team          | John Hine José Juncadella (de)                    | Chevron B19                    | 158   |
| 5      | S2.0      | 36 | Chevron Racing Team          | John Hine José Juncadella (de)                    | Ford Cosworth FVC 2.0L I4      | 158   |
| 6      | S3.0      | 40 | Escuderia Montjuich          | Juan Fernández Jorge de Bagration                 | Porsche 908/03                 | 157   |
| 6      | S3.0      | 40 | Escuderia Montjuich          | Juan Fernández Jorge de Bagration                 | Porsche 3.0L Flat-8            | 157   |
| 7      | S3.0      | 14 | Ecurie Bonnier (en)          | Gérard Larrousse Chris Craft Reine Wisell         | Lola T280                      | 156   |
| 7      | S3.0      | 14 | Ecurie Bonnier (en)          | Gérard Larrousse Chris Craft Reine Wisell         | Ford Cosworth DFV (en) 3.0L V8 | 156   |
| 8      | S2.0      | 34 | Chevron Racing Team          | Niki Bosch John Bridges                           | Chevron B19                    | 156   |
| 8      | S2.0      | 34 | Chevron Racing Team          | Niki Bosch John Bridges                           | Ford Cosworth FVC 2.0L I4      | 156   |
| 9      | S3.0      | 8  | Autodelta SpA                | Nino Vaccarella Carlos Pairetti (es)              | Alfa Romeo 33TT3               | 153   |
| 9      | S3.0      | 8  | Autodelta SpA                | Nino Vaccarella Carlos Pairetti (es)              | Alfa Romeo 3.0L V8             | 153   |
| 10     | S3.0      | 28 | SpA Ferrari SEFAC            | Jacky Ickx Mario Andretti                         | Ferrari 312PB                  | 152   |
| 10     | S3.0      | 28 | SpA Ferrari SEFAC            | Jacky Ickx Mario Andretti                         | Ferrari 3.0L Flat-12           | 152   |
| 11     | S2.0      | 26 | Abarth-Osella                | Jorge Ternengo Claudio Francisci (en)             | Abarth 2000SP/71               | 145   |
| 11     | S2.0      | 26 | Abarth-Osella                | Jorge Ternengo Claudio Francisci (en)             | Abarth 2.0L I4                 | 145   |
| 12     | S2.0      | 38 | Eris Tondelli                | Eris Tondelli Carlos Pascualini                   | Chevron B19                    | 137   |
| 12     | S2.0      | 38 | Eris Tondelli                | Eris Tondelli Carlos Pascualini                   | Ford Cosworth FVC 2.0L I4      | 137   |
| 13     | S2.0      | 16 | Ecurie Bonnier               | Gianpiero Moretti Carlos Ruesch (es)              | Lola T212                      | 127   |
| 13     | S2.0      | 16 | Ecurie Bonnier               | Gianpiero Moretti Carlos Ruesch (es)              | Ford Cosworth FVC 2.0L I4      | 127   |
| 14     | S2.0      | 18 | Ecurie Bonnier               | Hector Luis Gradassi (en) Emilio Bertolini        | Lola T212                      | 118   |
| 14     | S2.0      | 18 | Ecurie Bonnier               | Hector Luis Gradassi (en) Emilio Bertolini        | Ford Cosworth FVC 2.0L I4      | 118   |
| 15 Nc  | S2.0      | 42 | Ecurie Esmerelda             | Jean-Louis Lafosse Georges Dumoing                | Lola T212                      | 103   |
| 15 Nc  | S2.0      | 42 | Ecurie Esmerelda             | Jean-Louis Lafosse Georges Dumoing                | Ford Cosworth FVC 2.0L I4      | 103   |
| 16 Abd | S3.0      | 12 | Ecurie Bonnier               | Gérard Larrousse Reine Wisell                     | Lola T280                      | 106   |
| 16 Abd | S3.0      | 12 | Ecurie Bonnier               | Gérard Larrousse Reine Wisell                     | Ford Cosworth DFV (en) 3.0L V8 | 106   |
| 17 Abd | S3.0      | 6  | Autodelta SpA                | Toine Hezemans Rolf Stommelen                     | Alfa Romeo 33TT3               | 71    |
| 17 Abd | S3.0      | 6  | Autodelta SpA                | Toine Hezemans Rolf Stommelen                     | Alfa Romeo 3.0L V8             | 71    |
| 18 Abd | S3.0      | 4  | Autodelta SpA                | Andrea de Adamich Nanni Galli                     | Alfa Romeo 33TT3               | 60    |
| 18 Abd | S3.0      | 4  | Autodelta SpA                | Andrea de Adamich Nanni Galli                     | Alfa Romeo 3.0L V8             | 60    |
| 19 Abd | S2.0      | 24 | Abarth-Osella                | Dieter Quester Alex Soler-Roig                    | Abarth 2000SP/71               | 60    |
| 19 Abd | S2.0      | 24 | Abarth-Osella                | Dieter Quester Alex Soler-Roig                    | Abarth 2.0L I4                 | 60    |
| 20 Abd | S2.0      | 22 | Abarth-Osella                | Arturo Merzario Spartaco Dini                     | Abarth 2000SP/71               | 47    |
| 20 Abd | S2.0      | 22 | Abarth-Osella                | Arturo Merzario Spartaco Dini                     | Abarth 2.0L I4                 | 47    |
| 21 Abd | S2.0      | 20 | Ecurie Bonnier               | Hughes de Fierlandt Jorge Cupeiro (es)            | Lola T212                      | 13    |
| 21 Abd | S2.0      | 20 | Ecurie Bonnier               | Hughes de Fierlandt Jorge Cupeiro (es)            | Ford Cosworth FVC 2.0L I4      | 13    |
| 22 Abd | S2.0      | 46 | Ecurie Bino                  | Wilson Fittipaldi José Renato Catapani            | Lola T212                      | 8     |
| 22 Abd | S2.0      | 46 | Ecurie Bino                  | Wilson Fittipaldi José Renato Catapani            | Ford Cosworth FVC 2.0L I4      | 8     |
| 23 Abd | S2.0      | 44 | Grand Prix Motor Racing Org. | José Carlos Pace Angel Monguzzi                   | AMS 1300                       | 4     |
| 23 Abd | S2.0      | 44 | Grand Prix Motor Racing Org. | José Carlos Pace Angel Monguzzi                   | Ford Cosworth FVC 2.0L I4      | 4     |
| Np     | S3.0      | 48 | Oreste Berta                 | Néstor García Veiga (es) Luis Rubén Di Palma (es) | Berta LR                       | -     |
| Np     | S3.0      | 48 | Oreste Berta                 | Néstor García Veiga (es) Luis Rubén Di Palma (es) | Ford Cosworth DFV (en) 3.0L V8 | -     |